# Broomfield (Colorado)
Broomfield egy összevont város és megye az Amerikai Egyesült Államokban, Colorado államban. Broomfield összevont kormányzattal rendelkezik, amely Colorado állam alkotmányának XX. cikke 10-13. szakasza alapján működik. Broomfield lakossága az Egyesült Államok 2020-as népszámlálásakor 74 112 fő volt, ezzel Colorado állam 15. legnépesebb települése és 12. legnépesebb megyéje. Broomfield a Denver-Aurora-Lakewood, CO metropolisz statisztikai körzet és a Front Range városi folyosó része.

## Népesség
A település népességének változása:
| Lakosok száma | 55 889 | 57 193 | 58 311 | 59 471 | 65 065 | 74 112 |
|               | 2010   | 2011   | 2012   | 2013   | 2015   | 2020   |